# زاکژوف توراوسکی
زاکژوف توراوسکی (به لهستانی:  Zakrzów Turawski) یک روستا در لهستان است که در گمینا توراوا واقع شده‌است.